# 上野善道
上野 善道（うわの ぜんどう、1946年12月 - ）は、日本の言語学者、東京大学名誉教授。専門は、言語学・方言学。

## 経歴
1946年、岩手県で生まれた。東京大学文学部言語学科で学び、1970年に卒業。同大学大学院人文科学研究科に進学し、1973年9月に博士後期課程を中途退学した。
同1973年10月、東京大学文学部助手に採用された。1975年、弘前大学人文学部専任講師となり、国語学を担当した。1976年からは金沢大学法文学部専任講師を兼任し、同じく言語学を担当。翌1977年、金沢大学に転じた。1979年に助教授昇格。1981年、東京大学文学部助教授となった。1994年に教授昇格。その後、東京大学大学院人文社会系研究科教授に配置換え。2010年3月に東京大学を定年退職し、名誉教授となった。その後は2010年4月より国立国語研究所理論・構造研究系客員教授を務めた。
学界では、2006年4月から2009年3月まで日本言語学会会長を務めた。また、2010年4月から日本音声学会会長を務めている。

### 委員・役員ほか
- 東京外国語大学アジア・アフリカ言語文化研究所運営諮問委員会委員

## 受賞・栄典
- 2000年：第22回沖縄文化協会賞、金城朝永賞を受賞。

## 研究内容・業績
言語学、日本語学、方言学、特に音声学・音韻論を専門分野とし、琉球諸方言を含む日本語全体のアクセントに関する研究を行っている。

## 著作
共著
- 『言語学』風間喜代三・上野善道・松村一登・町田健共著、東京大学出版会 1993
  - 改版『言語学 第2版』東京大学出版会 2004[4]